# 清水九郎兵衛
清水 九郎兵衛（しみず くろうべえ）は、戦国時代から安土桃山時代にかけての武将。美濃斎藤氏の家臣。加治田衆の一人。

## 略歴
美濃国加治田出身。加治田城主・佐藤忠能に仕え、斎藤利治、利堯の旗本・家臣として仕えた。
永禄8年（1565年）の堂洞合戦、関・加治田合戦に続けて参戦。
天正10年（1582年）の加治田・兼山合戦には、斎藤利堯本陣の旗本として本陣を守備した